# Kohout (České středohoří)
Lesnatý vrch Kohout (německy Krohberg, 589 m n. m.) v Českém středohoří se nachází severozápadně od Valkeřic na Děčínsku. Zhruba 150 m východně od vrcholku kopce se nalézá stará kamenná rozhledna Spolku německých turistů z roku 1908, původně pojmenovaná po rakouském císaři Františku Josefovi I. Stavba nebyla zcela dokončena. Na kamennou podezdívku byla umístěna provizorní kovová konstrukce, která časem zchátrala. Po rekonstrukci byla rozhledna znovu otevřena 16. dubna 2011. Na vrchol vede odbočka z modře značené turistické trasy z Benešova nad Ploučnicí do Valkeřic.
Čedičový vrch je významným bodem geomorfologického okrsku Bukovohorské středohoří. Má tvar kupy s plochým vrcholem a balvanitými sutěmi na svazích.